# Emesis adelpha
Emesis adelpha är en fjärilsart som beskrevs av Rebillard 1958. Emesis adelpha ingår i släktet Emesis och familjen Riodinidae. Inga underarter finns listade i Catalogue of Life.